# Georg Wilhelm Neunhertz

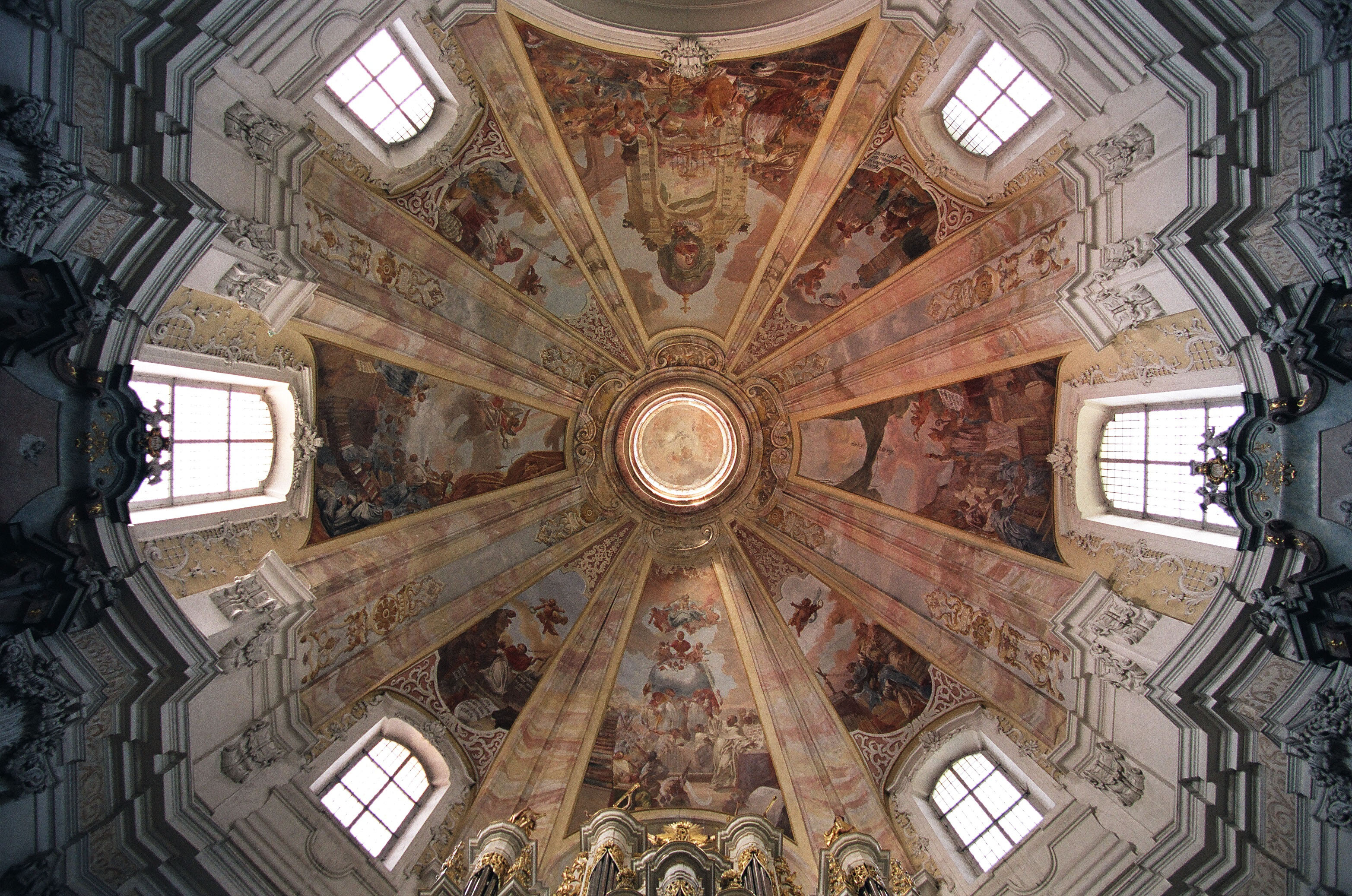
Kopuła kościoła pw. Najświętszej Marii Panny i św. Mikołaja w Lądzie nad Wartą

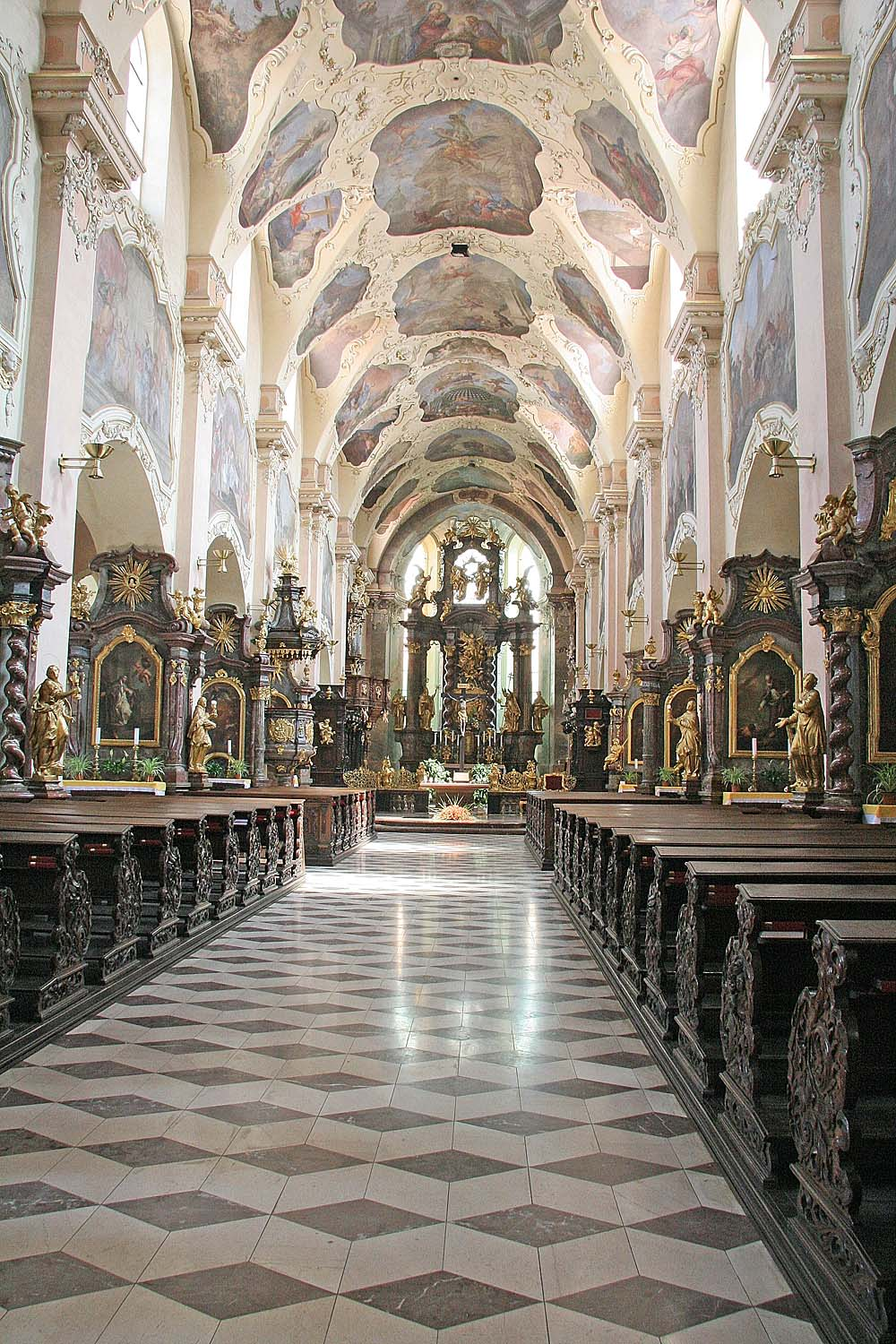
Wnętrze strahowskiego kościoła Wniebowzięcia NMP

Georg Wilhelm Neunhertz (ur. 11 maja 1689 we Wrocławiu, zm. 27 maja 1749 w Pradze) – malarz i autor fresków, tworzył w epoce baroku.  
Był synem malarza Christiana Neunhertza oraz Anny Elisabeth Willmann, córki  malarza Michaela Willmanna. Jego nauczycielem był Michael Willmann, a po jego śmierci w roku 1706 – pasierb Willmanna Jan Krzysztof Liszka. 
Do jego dzieł zalicza się dekoracje kopuły kościoła pw. Najświętszej Marii Panny i św. Mikołaja w Lądzie nad Wartą (1733), było to malarstwo iluzjonistyczne. Program fresków lądzkiej kopuły ułożył opat-mecenas Mikołaj Antoni Łukomski. Ukazał on Kościół jako dom mądrości (łac. Domus Sapientiae) wzniesiony na 7 kolumnach, którymi uczynił postaci 7 najwybitniejszych ojców i doktorów Kościoła. Centralny fresk ukazuje alegorię Kościoła jako bramy tryumfalnej, przez którą wierni prowadzeni przez Mądrość Bożą wkraczają do nieba. Myślą przewodnią jest tryumf Mądrości Bożej, czyli Ducha Świętego, ukazanego w latarni kopuły w postaci gołębicy, nad złem, grzechem i wszelką herezją.
Innymi dziełami Neunhertza są dekoracja sklepień biblioteki w żagańskim klasztorze augustiańskim z 1736, niektóre dekoracje w kościele Matki Boskiej Łaskawej w Krzeszowie, freski w kościele Wniebowzięcia NMP klasztoru na Strahowie w Pradze (1743–44) oraz wystrój sali balowej zamku w Rydzynie z 1745. W kościele reformatów w Boćkach wykonał polichromię w kopule.